# خوسيه أنطونيو سيرانو راموس
خوسيه أنطونيو سيرانو راموس (بالإسبانية: José Antonio Serrano)‏ (6 أغسطس 1984 في إسبانيا - ) هو لاعب كرة قدم إسباني في مركز الدفاع. لعب مع نادي خيتافي.

## وصلات خارجية
- خوسيه أنطونيو سيرانو راموس على موقع قاعدة بيانات كرة القدم.إي يو (الإنجليزية)
- خوسيه أنطونيو سيرانو راموس على موقع Soccerway.com (الإنجليزية)
- خوسيه أنطونيو سيرانو راموس على موقع AS.com (الإسبانية)